# Polygonatum alternicirrhosum
Polygonatum alternicirrhosum là một loài thực vật có hoa trong họ Măng tây. Loài này được Hand.-Mazz. miêu tả khoa học đầu tiên năm 1936.